# Салдадзе, Георгий Тенгизович
Гео́ргий Тенги́зович Салда́дзе (род. 21 марта 1973, Кутаиси) — украинский борец, выступает в греко-римском стиле, призёр чемпионатов мира и Европы. Старший брат Давида Салдадзе.

## Биография
Родился в 1973 году в Кутаиси. С детства занялся борьбой, на проходившем в Мариуполе первенстве СССР на него обратил внимание Эльбрус Цахоев из Луганского спортинтерната и предложил остаться жить и тренироваться в Луганске. Родители дали согласие, и в результате после распада СССР Георгий и его младший брат Давид, также переехавший жить и тренироваться в Луганск, стали гражданами независимой Украины. Выступая за Украину ещё юниором, Георгий в 1992 году выиграл первенство Европы, а в 1993 году стал серебряным призёром первенства мира.
В 1994 году завоевал бронзовые медали чемпионатов мира и Европы. В 1995 году стал серебряным призёром чемпионата Европы и завоевал бронзовую медаль чемпионата мира. В 1996 году принял участие в Олимпийских играх в Атланте, где занял 7-е место. В 1998 году вновь стал серебряным призёром чемпионата Европы. В 2000 году принял участие в Олимпийских играх в Сиднее и занял 6-е место.